# Maianthemum paludicola
Maianthemum paludicola är en sparrisväxtart som beskrevs av Lafrankie. Maianthemum paludicola ingår i släktet ekorrbärssläktet, och familjen sparrisväxter. Inga underarter finns listade i Catalogue of Life.